# 1983-as UEFA-kupa-döntő
Az 1983-as UEFA-kupa-döntő két mérkőzését 1983. május 4-én és május 18-án játszották a belga RSC Anderlecht és a portugál SL Benfica csapatai. A kupát a belga csapat nyerte el.

## Részletek

### Első mérkőzés
| 1983. május 4. |

| Anderlecht | 1–0         | Benfica |
| ---------- | ----------- | ------- |
| Brylle 29' | Jegyzőkönyv |         |

| Heysel stadion, Brüsszel Nézőszám: 58 000 Játékvezető: Bogdan Docsev |

| ANDERLECHT:    |    |                         |           |     |
|                |    |                         |           |     |
| GK             | 1  | Jacky Munaron           |           |     |
| RB             | 2  | Wim Hofkens             |           |     |
| CB             | 3  | Luka Peruzović          |           |     |
| CB             | 4  | Morten Olsen            |           |     |
| LB             | 5  | Michel De Groote        | Sárga lap |     |
| RM             | 6  | Per Frimann             |           |     |
| CM             | 7  | Ludo Coeck              |           |     |
| CM             | 8  | Franky Vercauteren      |           |     |
| LM             | 9  | Juan Lozano             |           |     |
| CF             | 10 | Erwin Vandenbergh       |           | 78' |
| CF             | 11 | Kenneth Brylle          |           |     |
| Cserék:        |    |                         |           |     |
| FW             | 12 | Alexandre Czerniatynski |           | 78' |
| Edző:          |    |                         |           |     |
| Paul Van Himst |    |                         |           |     |

| BENFICA:            |    |                  |           |     |
|                     |    |                  |           |     |
| GK                  | 1  | Manuel Bento     |           |     |
| RB                  | 2  | Minervino Pietra | Sárga lap |     |
| CB                  | 3  | Frederico Rosa   |           | 78' |
| CB                  | 4  | Humberto Coelho  |           |     |
| LB                  | 5  | Álvaro Magalhães |           |     |
| RM                  | 6  | Carlos Manuel    |           |     |
| CM                  | 7  | José Luis        | 75′       |     |
| CM                  | 8  | Shéu             |           |     |
| LM                  | 9  | Fernando Chalana |           |     |
| CF                  | 10 | Zoran Filipović  |           | 68' |
| CF                  | 11 | Diamantino       |           |     |
| Cserék:             |    |                  |           |     |
| MF                  | 13 | Tamagnini Nené   |           | 68' |
| MF                  | 12 | Bastos Lopes     |           | 78' |
| Edző:               |    |                  |           |     |
| Sven-Göran Eriksson |    |                  |           |     |

### Második mérkőzés
| 1983. május 18. |

| Benfica  | 1–1         | Anderlecht |
| -------- | ----------- | ---------- |
| Shéu 36' | Jegyzőkönyv | Lozano 38' |

| Estádio da Luz, Lisszabon Nézőszám: 80 000 Játékvezető: Charles Corver |

| BENFICA:            |    |                  |  |     |
|                     |    |                  |  |     |
| GK                  | 1  | Manuel Bento     |  |     |
| RB                  | 2  | Minervino Pietra |  |     |
| CB                  | 3  | Humberto Coelho  |  |     |
| CB                  | 4  | Bastos Lopes     |  |     |
| LB                  | 5  | António Veloso   |  | 62' |
| DM                  | 6  | Carlos Manuel    |  |     |
| CM                  | 7  | Glenn Strömberg  |  |     |
| CM                  | 8  | Shéu             |  | 50' |
| CF                  | 9  | Fernando Chalana |  |     |
| CF                  | 10 | Tamagnini Nené   |  |     |
| CF                  | 11 | Diamantino       |  |     |
| Cserék:             |    |                  |  |     |
| MF                  | 13 | Zoran Filipović  |  | 50' |
| MF                  | 12 | João Alves       |  | 62' |
| Edző:               |    |                  |  |     |
| Sven-Göran Eriksson |    |                  |  |     |

| ANDERLECHT:    |    |                    |  |     |
|                |    |                    |  |     |
| GK             | 1  | Jacky Munaron      |  |     |
| RB             | 2  | Luka Peruzović     |  |     |
| CB             | 3  | Walter De Greef    |  |     |
| CB             | 4  | Hugo Broos         |  |     |
| LB             | 5  | Morten Olsen       |  |     |
| RM             | 6  | Michel De Groote   |  |     |
| CM             | 7  | Per Frimann        |  |     |
| CM             | 8  | Juan Lozano        |  |     |
| LM             | 9  | Ludo Coeck         |  |     |
| CF             | 10 | Franky Vercauteren |  |     |
| CF             | 11 | Erwin Vandenbergh  |  | 78' |
| Cserék:        |    |                    |  |     |
| FW             | 12 | Kenneth Brylle     |  | 78' |
| Edző:          |    |                    |  |     |
| Paul Van Himst |    |                    |  |     |

## Lásd még
- 1982–1983-as UEFA-kupa